# کشاورزی مخلوط

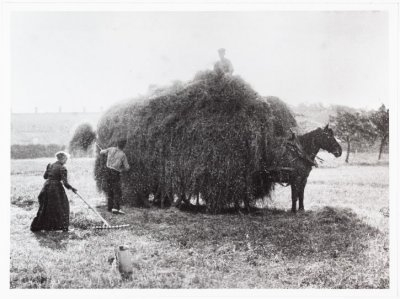
گاری پر از یونجه

کشاورزی مخلوط یا کشاورزی آمیخته (به انگلیسی: Mixed farming) نوعی کشاورزی است که هم شامل کشت محصولات کشاورزی و هم دامداری می‌شود. چنین کشاورزی در سراسر آسیا و در کشورهایی مانند هند، مالزی، اندونزی، افغانستان، آفریقای جنوبی، چین، اروپای مرکزی، کانادا و روسیه وجود دارد. هر چند در ابتدا عمدتاً برای مصرف داخلی خدمت می‌کرد، کشورهایی مانند ایالات متحده و ژاپن اکنون از آن برای مقاصد تجاری استفاده می‌کنند.